# Matt Kuchar

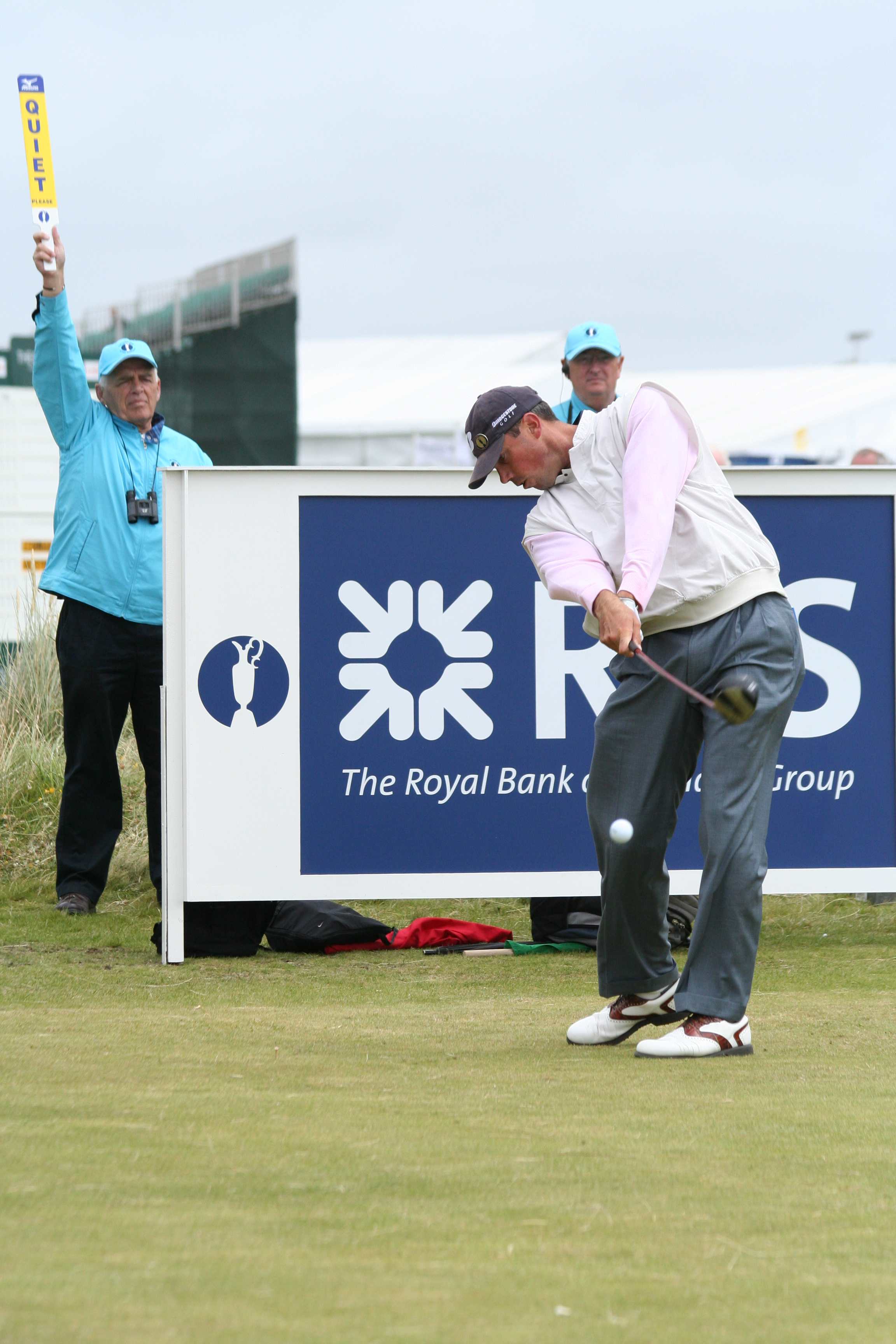
Kuchar 2008.

Matthew Gregory Kuchar, född 21 juni 1978, är en amerikansk golfspelare som för närvarande spelar på PGA Touren, en tour som han vunnit har vunnit sju gånger på. Dessförinnan spelade han på Nationwide Tour. I maj 2012 vann han The Players Championship, PGA-tourens viktigaste turnering, vilket är hans största seger hittills.
Kuchar deltog även i Olympiska Spelen år 2016 i Rio, där han vann bronsmedalj.  

## Amatörkarriär
Enligt statistik från robinwreck.com.
- 1997 U.S. Amateur Champion
- 1997 GCAA Third Team All-America
- 1997-99 All-ACC
- 1997 ACC Rookie of the Year
- 1998 ACC Player of the Year
- 1998 East Regional Champion
- 1998 NCAA Championship, 7th place
- 1998 GCAA First Team All-America
- 1998 Fred Haskins Award Winner
- 1998 Golfstat Scoring Champion
- 1998 Low Amateur at The Masters
- 1998 Low Amateur at the U.S. Open
- 1998 Palmer Cup Team Member
- 1998 U.S. Amateur World Team
- 1998-99 Golfweek preseason No. 1
- 1997 Tenn. Tourn. of Champions Winner
- 1997 Furman Intercollegiate Winner
- 1998 Puerto Rico Golf Classic Winner
- 1999 Palmer Cup Team Member
- 1999 Walker Cup Team Member

## Professionell karriär
Matt Kuchar blev proffs år 2000 och började spela på PGA Touren år 2002. En dålig säsong år 2005 resulterade i förlorad tour-status och spelade på Nationwide Touren år 2006 och återfick sin tour-status för att sedan återvända till PGA Touren säsongen därpå. 
Segrar på PGA Tour
| No. | Datum        | Tävling                               | Resultat        | Mot par | Segermarginal | Runner(s)-up                                          |
| --- | ------------ | ------------------------------------- | --------------- | ------- | ------------- | ----------------------------------------------------- |
| 1   | Mar 10, 2002 | Honda Classic                         | 68-69-66-66=269 | −19     | 2 slag        | Brad Faxon, Joey Sindelar                             |
| 2   | Okt 5, 2009  | Turning Stone Resort Championship     | 67-68-67-69=271 | −17     | Särspel       | Vaughn Taylor                                         |
| 3   | Aug 29, 2010 | The Barclays                          | 68-69-69-66=272 | −12     | Särspel       | Martin Laird                                          |
| 4   | Maj 13, 2012 | The Players Championship              | 68-68-69-70=275 | −13     | 2 slag        | Ben Curtis, Rickie Fowler, Zach Johnson, Martin Laird |
| 5   | Feb 24, 2013 | WGC-Accenture Match Play Championship | 2&1             | 2&1     | 2&1           | Hunter Mahan                                          |
| 6   | Jun 2, 2013  | The Memorial Tournament               | 68-70-70-68=276 | −12     | 2 slag        | Kevin Chappell                                        |
| 7   | Apr 20, 2014 | RBC Heritage                          | 66-73-70-64=273 | −11     | 1 slag        | Luke Donald                                           |
| 8   | Nov 11, 2018 | Mayakoba Golf Classic                 | 64-64-65-69=262 | -22     | 1 slag        | Danny Lee                                             |
| 9   | Jan 13, 2019 | Sony Open in Hawaii                   | 63-63-66-66=258 | -22     | 4 slag        | Andrew Putnam                                         |

## Medverkan i USA:s landslag
Som amatör
- Eisenhower Trophy: 1998
- Palmer Cup: 1998 (delning), 1999 (vinnare)
- Walker Cup: 1999

Som professionell
- Ryder Cup: 2010, 2012, 2014, 2016
- Presidents Cup: 2011, 2013, 2015, 2017, 2019
- World Cup: 2011, 2013, 2018